# محمود گلابچی
محمود گلابچی (زادۀ ۱۳۳۶ در مشهد)، مولف و محقق، و استاد (تمام - پایه ۵۴) در رشته‌های معماری و عمران دانشکده معماری پردیس هنرهای زیبا و مهندسی عمران پردیس دانشکده‌های فنی در دانشگاه تهران است. وی پایه‌گذار تخصص سازه در معماری، فناوری معماری با گرایش‌های معماری بیونیک، معماری دیجیتال، استحکام‌بخشی بناهای تاریخی، مدیریت پروژه و ساخت، و مدیریت ساخته‌ها در مقاطع کارشناسی ارشد و دکتری در دانشگاه‌های ایران است. محمود گلابچی چهره ماندگار معماری و چهره ماندگار مهندسی راه و ساختمان در هشتمین همایش چهره‌های ماندگار جمهوری اسلامی ایران (سال ۱۳۸۹) بود.

## زندگی‌
محمود گلابچی چهارشنبه ۳۰ مرداد ۱۳۳۶ در مشهد چشم به جهان گشود. وی در همین شهر تحصیلات خود را تا دریافت دیپلم (۱۳۵۴- ۱۳۴۲) ادامه داد و در سال ۱۳۵۴، از دبیرستان شاهرضا در شرایطی که رتبۀ نخست را در استان خراسان کسب کرده بود، فارغ‌التحصیل شد. او تحصیلات عالی خود را در دانشکده فنی دانشگاه تهران آغاز و در سال‌های ۱۳۵۹ و ۱۳۶۲ موفق به اتمام دوره کارشناسی و کارشناسی ارشد با رتبه اول در رشته مهندسی عمران (راه و ساختمان) گردید. به دلیل کسب رتبۀ اول در دانشکده فنی دانشگاه تهران، عضو هیأت علمی دانشگاه تهران گردید و پس از ده سال فعالیت علمی و دانشگاهی در دانشکده معماری و انتشار تعداد چشمگیری از مقالات و نیز کتاب‌ در زمینۀ "سازه و معماری"، در سال ۱۳۷۲ جهت ادامۀ تحصیل در مقطع دکتری به انگلستان عزیمت نمود. گلابچی در سال ۱۳۷۵ دکتری خود را در رشتۀ مهندسی راه و ساختمان با تخصص سازه در معماری از دانشگاه لیدز انگلستان دریافت نمود و فوق دکتری سیستم‌های ساختمانی خود را نیز در سال ۱۳۷۶ در همین دانشگاه با موفقیت به پایان رساند. وی در طول مدت اقامت خود در انگلستان سرفصل‌های متعددی را در زمینۀ معماری و مهندسی تدریس نمود.

## سمت‌ها
محمود گلابچی از سال ۱۳۶۲ عضو هیأت علمی دانشگاه تهران بوده و در حال حاضر استاد مشهور کشور در زمینۀ فناوری معماری است. وی به عنوان متخصص  در همین حوزه و به عنوان پژوهش‌گری که میان "معماری و سازه" ارتباط علمی و تخصصی برقرار کرده است، شناخته شده است. او دارای رتبه‌های دانشگاهی متعددی در دانشگاه تهران و در سطح ملی  بوده است. مدیر واحد تحصیلات تکمیلی و دکتری و مدیریت گروه‌های فناوری معماری و مدیریت ساخت از آن جمله است.  

## افتخارات
به واسطۀ سال‌ها فعالیت‌های علمی و حرفه‌ای، محمود گلابچی به مقام‌هایی چون استاد نمونه کشور (۱۳۸۸)، پژوهش‌گر برجسته کشور (۱۳۸۹)، مهندس نمونه کشور(۱۳۸۹) دست یافته است. در حال حاضر محمود گلابچی استاد پایه ۵۴ دانشکده معماری دانشگاه تهران ،‌ عضو شورای تدوین مقررات ملی ساختمان،‌ رئیس شورای فناوری‌های نوین ساختمانی،‌ عضو هیات امنای انجمن مفاخر معماری ایران،‌ عضو کمیته فرهنگ و تمدن شورای انقلاب فرهنگی،‌  مشاور عالی سازمان‌های تخصصی ملی و بین‌المللی در زمینه معماری و مهندسی عمران، مشاور عالی آستان قدس رضوی، سردبیر مجله بین‌المللی فناوری معماری (International Journal of Architectural Technology) که زیر نظر دانشگاه تهران است  و نیز پایه‌گذار قطب علمی فناوری معماری (Center of Excellence in Architectural Technology) در دانشگاه تهران است. 

## تحصیلات
- فوق دکترای سیستم‌های ساختمانی، دانشگاه لیدز انگلستان (۱۳۷۶)
- دکترای مهندسی راه و ساختمان با تخصص سازه در معماری، دانشگاه لیدز انگلستان (۱۳۷۵)
- کارشناسی ارشد مهندسی عمران (راه و ساختمان)، دانشکده فنی تهران (۱۳۶۲)
- کارشناسی مهندسی عمران (راه و ساختمان)، دانشکده فنی تهران (۱۳۵۹)

## تدریس
از سال ۱۳۶۲ استاد دانشکده معماری پردیس هنرهای زیبا دانشگاه تهران و از سال ۱۳۷۹ بنیان‌گذار و مسئول رشته‌های تکنولوژی معماری و مدیریت پروژه و ساخت در مقاطع کارشناسی ارشد و دکتری در این دانشگاه می‌باشد. او در سال ۱۳۸۷ به عنوان پژوهشگر برجسته کشور و در سال ۱۳۸۸ نیز به عنوان استاد نمونه دانشگاه‌های کشور از سوی وزارت علوم، تحقیقات و فناوری معرفی شد.

## بنیان‌گذاری موسسه آموزش عالی معماری و هنر پارس
او در سال ۱۳۹۲ موسسه آموزش عالی معماری و هنر پارس را افتتاح کرد.

## کتاب‌ها
|    | عنوان | مولف                                                            | سال چاپ          | انتشارات      |
| 1  | مبانی و اصول مدیریت پروژه و ساخت                                                                                             | محمود گلابچی                                                    | 1400             | دانشگاه پارس  |
| 2  | معماری مورفوژنسیس | محمود گلابچی - هادی محمودی‌نژاد                                  | 1399             | دانشگاه پارس  |
| 3  | واقعیت افزوده (AR) و واقعیت مجازی (VR ) در معماری                                                                            | محمود گلابچی - هادی محمودی‌نژاد                                  | 1399             | دانشگاه پارس  |
| 4  | معماری پارامتریک و روباتیک                                                                                                   | محمود گلابچی - هادی محمودی‌نژاد                                  | 1399             | دانشگاه پارس  |
| 5  | ساختارهای زیستی و ریاضیات در طراحی معماری بایونیک                                                                            | محمود گلابچی - مهرداد معنوی - شادی جهانگیری                     | 1399             | دانشگاه پارس  |
| 6  | رویکردهای نوین عصر دیجیتال در صنعت ساختمان                                                                                   | محمود گلابچی - شیما نیکخوی مکمل                                 | 1399             | دانشگاه پارس  |
| 7  | معماری داخلی و تزئینات ایران (از آغاز تا دوره اسلامی)                                                                        | محمود گلابچی - آیدا زینالی فرید                                 | 1399             | دانشگاه پارس  |
| 8  | معماری بیومیمتیک و بیوتریز                                                                                                   | محمود گلابچی - هادی محمودی‌نژاد                                  | 1399             | دانشگاه پارس  |
| 9  | معماری بیومورفیک و زومورفیک                                                                                                  | محمود گلابچی - هادی محمودی‌نژاد                                  | 1399             | دانشگاه پارس  |
| 10 | بیونیک در طراحی معماری، نظریه‌ها و مدل‌ها                                                                                      | محمود گلابچی - هادی محمودی‌نژاد                                  | 1399             | دانشگاه پارس  |
| 11 | مدیریت ساخته‌ها (FM) در استانداردهای جهانی                                                                                    | محمود گلابچی - محسن منفرد                                       | 1399             | دانشگاه پارس  |
| 12 | مدیریت پروژه چابک (Agile Project Management)                                                                                 | محمود گلابچی - علیرضا قادری‌آرام                                 | 1399             | دانشگاه پارس  |
| 13 | ایستایی و فن ساختمان | محمود گلابچی - مجتبی امیری                                      | 1399             | دانشگاه پارس  |
| 14 | مدیریت ساخته‌ها در استاندارد جهانی                                                                                            | محمود گلابچی - محسن منفرد                                       | 1398             | دانشگاه پارس  |
| 15 | طبیعت، خلاقیت و منظر طبیعی                                                                                                   | محمود گلابچی - هادی محمودی‌نژاد                                  | 1398             | دانشگاه پارس  |
| 16 | فناوری‌های نوین ساختمانی | محمود گلابچی                                                    | 1398             | دانشگاه تهران |
| 17 | نانوفناوری در معماری و مهندسی ساختمان (تقدیر شده به عنوان کتاب سال جمهوری اسلامی ایران و کتاب برگزیده دانشگاه‎ها در سال ۱۳۹۱) | محمود گلابچی - کتایون تقی‌زاده - احسان سروش‌نیا                   | 1398 (تجدید چاپ) | دانشگاه تهران |
| 18 | مبانی طراحی سازه‌های فضاکار                                                                                                   | محمود گلابچی - محمدرضا گلابچی                                   | 1398             | دانشگاه پارس  |
| 19 | معماری بایوتک | محمود گلابچی - مرتضی خرسند نيكو                                 | 1398             | دانشگاه پارس  |
| 20 | دانشنامه معماری بیومیمیکری و بیوفیلی                                                                                         | محمود گلابچی - هادی محمودی‌نژاد                                  | 1398             | دانشگاه پارس  |
| 21 | معماری بیومیمیکری و بیوفیلی                                                                                                  | محمود گلابچی - هادی محمودی‌نژاد                                  | 1398             | دانشگاه پارس  |
| 22 | معماری بیودیجیتال و ژنوم معماری متا                                                                                          | محمود گلابچی - هادی محمودی‌نژاد                                  | 1398             | دانشگاه پارس  |
| 23 | بیودیزاین و تکنیک‌های خلاقیت                                                                                                  | محمود گلابچی - هادی محمودی‌نژاد                                  | 1398             | دانشگاه پارس  |
| 24 | روانشناسی شناختی و معماری بیوفیلی                                                                                            | محمود گلابچی - هادی محمودی‌نژاد                                  | 1398             | دانشگاه پارس  |
| 25 | طبیعت، خلاقیت و منظر طبیعی                                                                                                   | محمود گلابچی - هادی محمودی‌نژاد                                  | 1398             | دانشگاه پارس  |
| 26 | پایداری در معماری اکولوژیک و بیولوژیک                                                                                        | محمود گلابچی - هادی محمودی‌نژاد                                  | 1398             | دانشگاه پارس  |
| 27 | بیونیک در طراحی معماری (نظریه‌ها و مدل‌ها)                                                                                     | محمود گلابچی - هادی محمودی‌نژاد                                  | 1398             | دانشگاه پارس  |
| 28 | عناصر سازه‌ای برای معماران | محمود گلابچی                                                    | 1397             | دانشگاه تهران |
| 29 | معماری تغییر فرم‌پذیر | محمود گلابچی- کتایون تقی‌زاده                                    | 1397             | دانشگاه تهران |
| 30 | مبانی مدیریت پروژه | محمود گلابچی                                                    | 1396             | دانشگاه تهران |
| 31 | پیش‌بینی عملکرد پروژه | محمود گلابچی - امیر فرجی                                        | 1396             | دانشگاه پارس  |
| 32 | مفاهیم سازه برای معماران | محمود گلابچی                                                    | 1396             | دانشگاه پارس  |
| 33 | مجموعه سبک‌شناسی معماری داخلی، جلد اول: معماری ژاپن                                                                           | محمود گلابچي - آيدا زينالي فريد ‏‏                                | 1396             | دانشگاه پارس  |
| 34 | مجموعه سبک‌شناسی معماری داخلی، جلد دوم: معماری یونان                                                                          | محمود گلابچي - آيدا زينالي فريد ‏‏                                | 1396             | دانشگاه پارس  |
| 35 | مجموعه سبک‌شناسی معماری داخلی، جلد سوم: معماری هند                                                                            | محمود گلابچي - آيدا زينالي فريد ‏‏                                | 1396             | دانشگاه پارس  |
| 36 | پیش‌بینی عملکرد پروژه | محمود گلابچی - امیر فرجی                                        | 1396             | دانشگاه پارس  |
| 37 | سازه در معماری | محمود گلابچی                                                    | 1395             | دانشگاه تهران |
| 38 | مدیریت پروژه‌های صنعتی | محمود گلابچی - امیر فرجی                                        | 1395             | دانشگاه تهران |
| 39 | جزئیات، ارتقاء‌دهنده معماری                                                                                                   | محمود گلابچی                                                    | 1395             | دانشگاه تهران |
| 40 | فن‌شناسی معماری ایران | محمود گلابچی - آیدین جوانی‌دیزجی                                 | 1395             | دانشگاه تهران |
| 41 | مدل‌سازی اطلاعات ساختمان (BIM)                                                                                                | محمود گلابچی - علیرضا گلابچی - عصمت نورزایی - کبری قارونی جعفری | 1395             | دانشگاه تهران |
| 42 | زبان تخصصی معماری | محمود گلابچی                                                    | 1395             | دانشگاه پارس  |
| 43 | مسابقات معماری | محمود گلابچی - نجمه ماستری فراهاني                              | 1395             | دانشگاه پارس  |
| 44 | معماری از زمین تا آسمان | محمود گلابچی - نجمه ماستری فراهاني                              | 1395             | دانشگاه پارس  |
| 45 | تکنولوژی و معماری پایدار | محمود گلابچی                                                    | 1395             | دانشگاه پارس  |
| 46 | تکنولوژی و معماری پایدار؛ بررسی و نقد آثار ریچارد راجرز                                                                      | محمود گلابچی                                                    | 1395             | دانشگاه پارس  |
| 47 | پل‌ها و سازه‌های آبی ایران | محمود گ‍لاب‍چ‍ی - معصومه حاجی‌زاده                                     | 1395             | دانشگاه پارس  |
| 48 | نظریات نوین در مدیریت پروژه                                                                                                  | محمود گلابچی - امیر فرجی                                        | 1394             | دانشگاه تهران |
| 49 | مدیریت پروژه و اخلاق | محمود گلابچی - مجتبی امیری                                      | 1394             | دانشگاه پارس  |
| 50 | مدیریت ایمنی پروژه | محمود گلابچی                                                    | 1394             | دانشگاه پارس  |
| 51 | سازه‌های مشبک فضایی (کتاب برگزیده دومین جشنواره کتاب سال ۱۳۸۵)                                                                | محمود گلابچی                                                    | 1393             | دانشگاه تهران |
| 52 | ساختمان‌ها چگوته عمل می‌کنند                                                                                                   | محمود گلابچی - کتایون تقی‌زاده                                   | 1393             | دانشگاه تهران |
| 53 | مبانی سازه برای معماران | محمود گلابچی - کتایون تقی‌زاده                                   | 1393             | دانشگاه تهران |
| 54 | طراحی مفهومی ساختمان‌های بلند                                                                                                 | محمود گلابچی - نجمه ماستری فراهانی                              | 1393             | دانشگاه تهران |
| 55 | معماری بایونیک | محمود گلابچی - مرتضی خرسند نیکو                                 | 1393             | دانشگاه تهران |
| 56 | روش‌های اجرای پروژه | محمود گلابچی - عصمت‌اله نورزایی                                  | 1393             | دانشگاه تهران |
| 57 | طبیعت منبع الهام، نقد و بررسی آثار سانتیاگو کالاتراوا                                                                        | محمود گلابچی                                                    | 1392             | دانشگاه تهران |
| 58 | مبانی طراحی ساختمان‌های بلند                                                                                                  | محمود گلابچی - محمدرضا گلابچی                                   | 1392             | دانشگاه تهران |
| 59 | سیستم‌های ساختمانی آینده (نگاهی به معماری فردا)                                                                               | محمود گلابچی                                                    | 1391             | دانشگاه تهران |
| 60 | معماری آرکی‌تایپی، الگوهای پایدار بنیادین                                                                                     | محمود گلابچی - آیدا زینالی فرید                                 | 1391             | دانشگاه تهران |
| 61 | معماری دیجیتال | محمود گلابچی - علي اندجي گرمارودی - حسين باستانی                | 1391             | دانشگاه تهران |
| 62 | تعامل تکنولوژی و معماری: بررسی و نقد آثار نورمن فاستر                                                                        | محمود گلابچی‏‫                                                    | 1391             | دانشگاه تهران |
| 63 | ساختمان‌های فولادی برای دانشجویان معماری و مهندسی عمران                                                                       | محمود گلابچی‏‫                                                    | 1390             | دانشگاه تهران |
| 64 | سازه‌های پارچه‌ای کششی | محمود گلابچی - محمدرضا مجاهدی - الهام سرکرده‌ئی                  | 1390             | دانشگاه تهران |
| 65 | پوسته‌ها و سازه‌های ورق تاشده                                                                                                  | محمود گلابچی - کتایون تقی‌زاده - فرشاد رضوان                     | 1390             | دانشگاه تهران |
| 66 | پوسته‌ها و سازه‌های ورق تاشده برای معماران                                                                                     | محمود گلابچی - کتایون تقی‌زاده                                   | 1390             | دانشگاه تهران |
| 67 | ساختمان‌های بتنی برای دانشجویان معماری و مهندسی عمران                                                                         | محمود گلابچی‏‫                                                    | 1389             | دانشگاه تهران |
| 68 | مدیریت استراتژیک پروژه | محمود گلابچی - امیر فرجی                                        | 1389             | دانشگاه تهران |
| 69 | طراحی لرزه‌‏ای برای معماران، مقابله‌‏ای هوشمندانه با زلزله (کتاب برگزیده سیزدهمین جشنواره کتاب سال ۱۳۹۰)                         | محمود گلابچی - احسان سروش‌نیا                                    | 1389             | دانشگاه تهران |
| 70 | پل‌های ایران وجهان: تعامل معماری، تکنولوژی و زیبایی                                                                           | محمود گلابچی - متین علاقمندان                                   | 1389             | دانشگاه تهران |
| 71 | بهره‌گيري از طبيعت براي آموزش موثر درس ايستايي در رشته معماري ايران                                                           | محمود گلابچی - عباسعلی شاهرودی - همايون اربابيان                | 1386             | هنرهای زیبا   |
| 72 | استاتیک کاربردی برای دانشجویان معماری و مهندسی عمران به انضمام معرفی آثار برجسته معماری جهان                                 | محمود گلابچی‏‫                                                    | 1385             | دانشگاه تهران |